# Ивало
И́вало (фин. Ivalo, северносаам. Avvil, колтта-саам. Âˊvvel, инари-саам. Avveel) — посёлок в общине Инари в финской провинции Лаппи, наиболее крупный по населению населённый пункт этой общины (3998 человек по данным на 2003 год). Крупный туристический центр.

## Географическое положение
Посёлок расположен на берегах реки Ивалойоки, в 20 км южнее озера Инари (Инариярви). Река Ивалойоки — 180-километровая водная артерия, начинающаяся на ледниках и впадающая в озеро Инари. Исторически известна как «золотая река», поскольку в конце XIX века на ней было обнаружено золото.
В 30 км к югу от Ивало расположен наиболее крупный туристический центр финской Лапландии — Саариселькя.

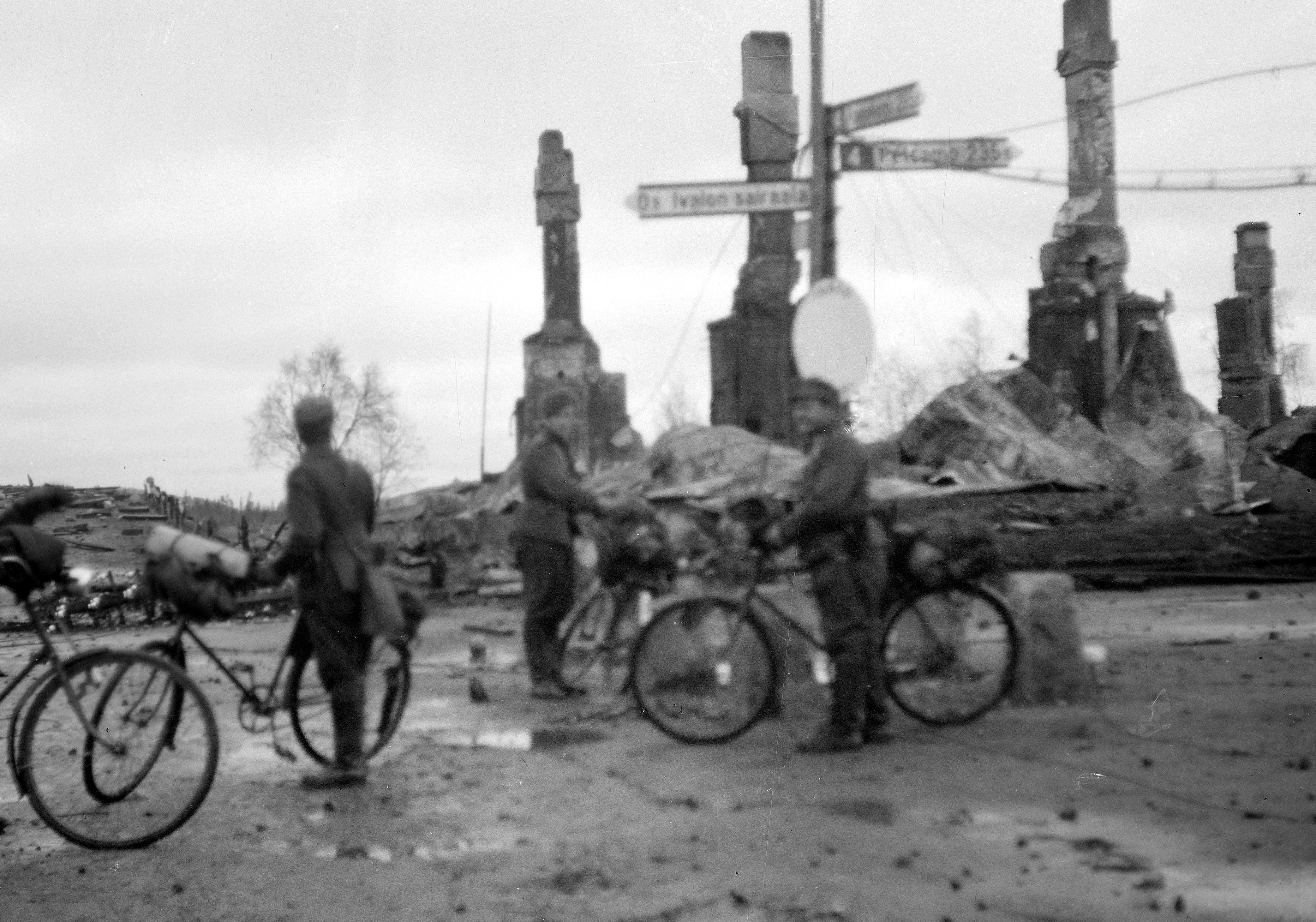
Последствия Лапландской войны. Ивало в 1945 году

## История
Ивало, как и большинство других населенных пунктов финской Лапландии, был полностью сожжён во время Лапландской войны (1944—1945) германскими войсками, отступавшими в сторону Норвегии.

## Окрестности
В нескольких километрах от Ивало имеется аэропорт, это самый северный аэропорт в Финляндии.
Из туристических объектов Северной Финляндии рядом с Ивало находятся населённые пункты Неллим, Райа-Йоосеппи и Севеттиярви, а также речные пороги реки Ивалойоки.
Ивало облюбовали производители автомобильных шин, построив в его окрестностях несколько полигонов (например, «Nokian Tyres — White Hell») для испытаний своей продукции, которые часто арендуются и автожурналистами, и производителями самих автомобилей.

## Известные люди, связанные с Ивало

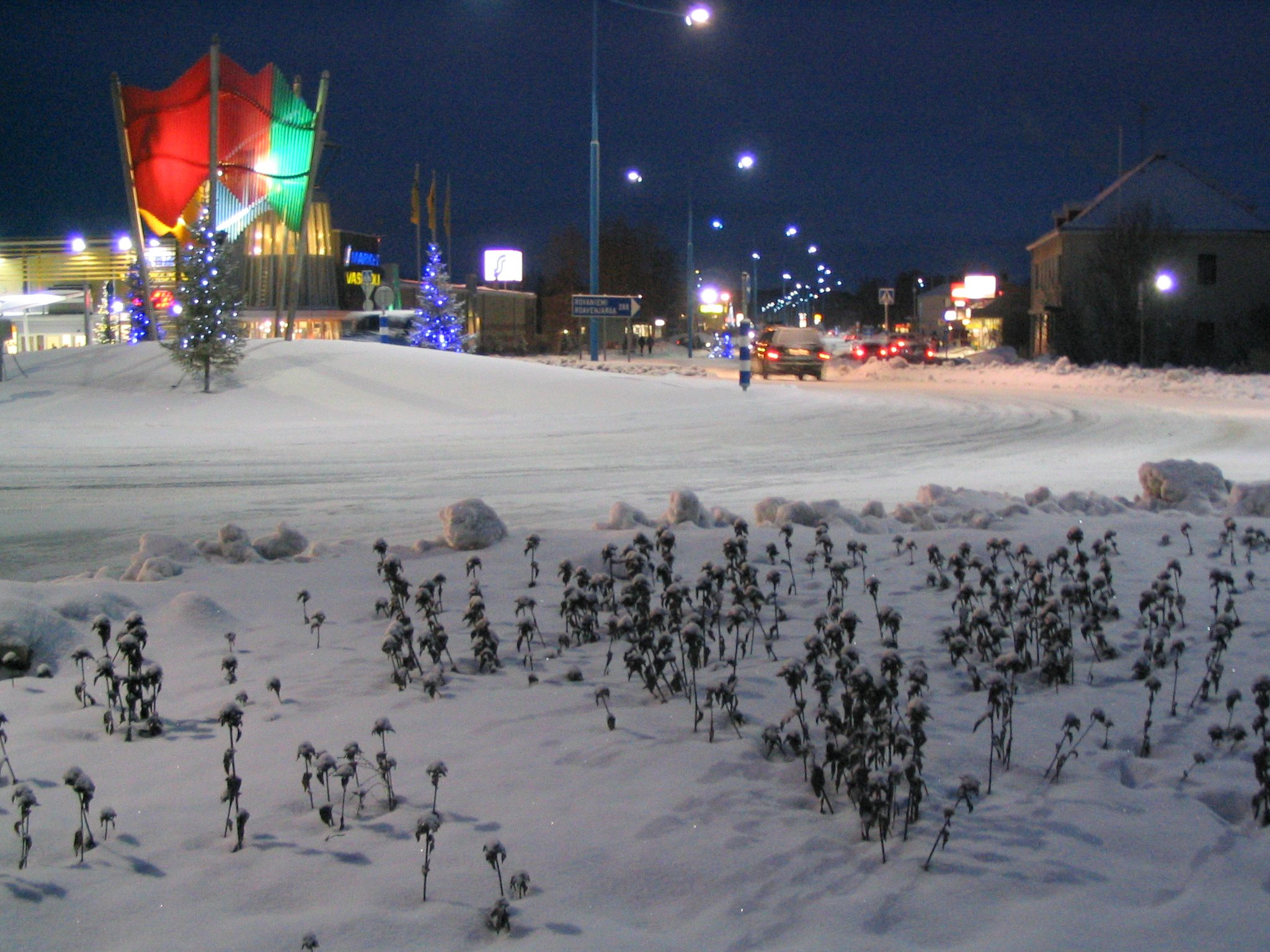
Кольцевая транспортная развязка на финском шоссе № 4 в Ивало

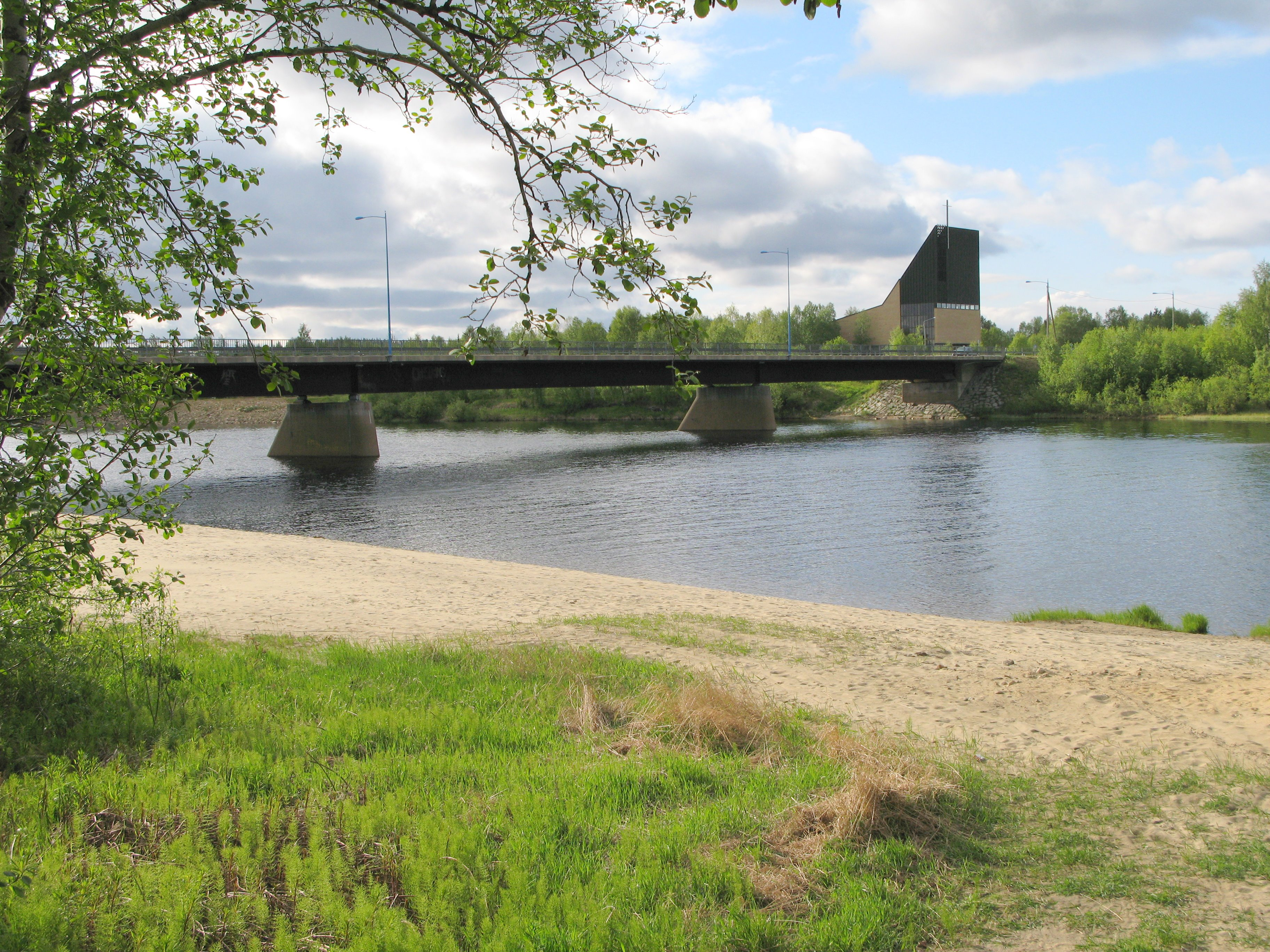
Мост через реку Ивалойоки (трасса E75); на заднем плане — церковь Ивало

В Ивало родилась Анни-Кристина Юусо (северносаам. Ánne Risten Juuso, фин. Anni-Kristiina Juuso, род. 1979) — саамская актриса и радиожурналист, лауреат Государственной премии Российской Федерации в области литературы и искусства, которая была в 2004 году присуждена съёмочной группе фильма «Кукушка».